# 별꿈도서관
별꿈도서관은 경기도 고양시 덕양구에 있는 공립 도서관이다.

## 연혁
- 2020년 12월 24일 개관.

## 운영시간
화~금 10:00~ 19:00
토~일 09:00~ 18:00
휴관일: 매주 월요일 / 법정공휴일